# Mattias Gestranius
Mattias Gestranius (Pargas, 7 giugno 1978) è un arbitro di calcio finlandese.

## Carriera
Divenuto internazionale nel 2009, arbitra il suo primo match in Europa l'11 agosto 2010, tra Galles e Lussemburgo. Nel 2012 prende parte alla spedizione per l'Europeo Under 17.